# Lina de Lima
Lina de Lima es una película chilena de 2019, con dirección y guion de María Paz González y protagonizada por la actriz peruana Magaly Solier.

## Argumento
Lina, de 35 años, es una inmigrante peruana que trabaja como empleada de hogar en Chile para apoyar económicamente a su familia a distancia. Mientras se prepara para su viaje anual para ver a su hijo adolescente por Navidad, se percata de que éste ya no la necesita como antes. Sintiéndose desplazada emocionalmente, comienza un viaje donde se redefine a sí misma a medida que explora sus propios deseos e identidad.

## Estreno
La película se estrenó el 5 de septiembre de 2019 en el Festival Internacional de Cine de Toronto. En Chile fue estrenada en noviembre de ese año, mientras que en Perú se tenía previsto para 2020.

## Premios y nominaciones
| Año  | Lugar                        | País           | Categoría                             | Nominada/o           | Resultado | Refs.       |
| ---- | ---------------------------- | -------------- | ------------------------------------- | -------------------- | --------- | ----------- |
| 2019 | Festival de Cine de Valdivia | Chile          | Mejor película chilena                | Lina de Lima         | Ganadora  | [ 3 ]       |
| 2019 | Festival de Cine de Valdivia | Chile          | Mejor Dirección de Fotografía Chilena | Benjamín Echazarreta | Ganador   |             |
| 2019 | Festival de Mar del Plata    | Argentina      |                                       |                      |           |             |
| 2020 | Festival de Cine de Chile    | Chile          | Mejor actriz                          | Magaly Solier        | Ganadora  | [ 1 ] [ 3 ] |
| 2020 | Festival de Cine de Miami    | Estados Unidos | Mejor película iberoamericana         | Lina de Lima         | Nominada  |             |
| 2020 | Festival de Cine de Miami    | Estados Unidos | Premio a dirección novel              | María José González  | Nominada  |             |